# Nanisme (médecine)
Pour l'article principal, voir Nanisme.
 (janvier 2013).
Si vous disposez d'ouvrages ou d'articles de référence ou si vous connaissez des sites web de qualité traitant du thème abordé ici, merci de compléter l'article en donnant les références utiles à sa vérifiabilité et en les liant à la section « Notes et références ».
 (février 2012).
 Mise en garde médicale
En médecine, le nanisme désigne une croissance inférieure de plus de 20 % à la taille moyenne normale (normalité statistique). Selon l'Association des personnes de petite taille du Québec, la taille moyenne d’une personne avec nanisme serait d’environ 1,30 mètre (3’ 9’’) au Québec.

## Description

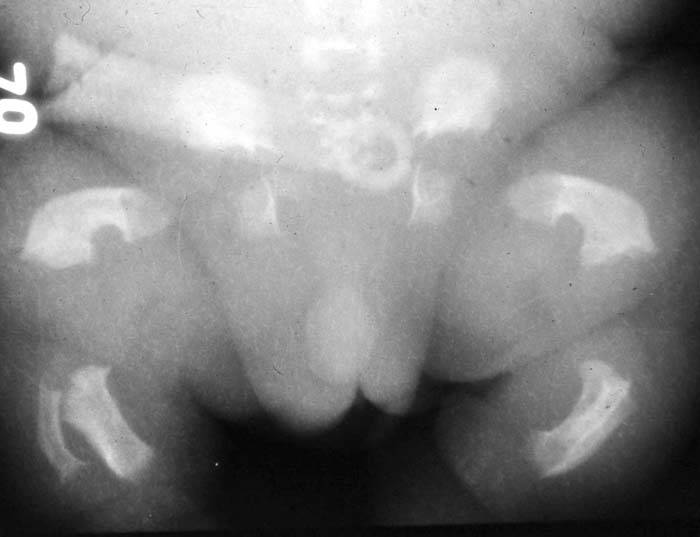
Radiographie d'un bébé atteint d'un syndrome thanatophorique (létal)

### Disproportions
Ce sont les plus répandus et ils sont surtout le résultat de troubles de la croissance osseuse et cartilagineuse.
- L'achondroplasie : Raccourcissement surtout de la racine des membres et un visage caractéristique.
- L'hypochondroplasie : Raccourcissement surtout de la racine des membres.
- La dysplasie épiphysaire multiple (ou polyépiphysaire) : Les points épiphysaires de croissance des os longs sont touchés, d'où une taille plus ou moins réduite.
- le nanisme diastrophique : Les membres sont courts, les pieds-bots. La colonne vertébrale est touchée (cyphoscoliose).
- La maladie de Morquio : la taille est très réduite du fait du raccourcissement de la colonne vertébrale et de la laxité articulaire très marquée.
- La dysplasie spondyloépiphysaire tardive : Ne touche que les garçons.
- La dysplasie spondyloépiphysaire congénitale : la taille peut être très petite. La colonne vertébrale est raccourcie et souvent incurvée.
- La maladie de Kniest : Petite taille associée à une scoliose, une surdité, une myopie et une fente palatine.
- La pseudo achondroplasie : Membres courts, une démarche de canard, une hyperlaxité articulaire, une ostéoartropathie précoce.
- L'ostéogenèse imparfaite (ou maladie des « os de verre ») :  Fragilité osseuse se traduisant par des fractures et des déformations. Les conséquences peuvent être très sévères et aboutir à des nanismes déformants graves.
- Syndrome d'Ellis-Van Creveld : Associe cliniquement un nanisme dysharmonieux atteignant surtout les jambes et les avant-bras et d'autres anomalies.
- L'hypoplasie congénitale des surrénales : Elle peut être impliquée dans plusieurs syndromes, ou exister isolément.
- Les mucopolysaccharidoses.
- La scoliose : Lorsqu’elle est marquée, elle est source de petite taille.

### Proportions
Il faut penser à une insuffisance antéhypophysaire c'est-à-dire une insuffisance de sécrétion par la glande hypophyse et plus précisément sa partie avant. Le nanisme peut également être lié à une carence nutritionnelle ou à une petite taille de nature constitutionnelle.
- La petite taille constitutionnelle : Il n'y a nanisme que si la taille est inférieure à 145 ou 140 cm (norme occidentale actuelle). Cette taille est héréditaire et non pathologique. Des parents de petite taille auront des enfants naturellement de petite taille.
- Le retard de croissance intra-utérin : Causes inconnues la plupart du temps.
- L'hypothyroïdie de l'enfant : déficit en hormones thyroïdiennes.
- Le déficit en hormone de croissance : Dû à un déficit constitutionnel en hormone de croissance.
- Le syndrome de Turner : Présence d’un seul chromosome X au lieu de deux. Les femmes seules sont atteintes. Le syndrome de Turner comprend des signes physiques caractéristiques, outre la petite taille.
- La trisomie 21 : La taille adulte est le plus souvent inférieure à la moyenne. Si elle est inférieure de 20 %, on parlera de nanisme. Cependant, les anomalies musculo-squelettiques sont volontiers source de complications et le résultat peut être disproportionné.
- Syndrome de Prader-Willi : L’hypogonadisme touche les deux sexes et la taille est réduite ; selon les cas, on pourra parler de nanisme. La taille est petite avec des petites mains et des petits pieds. L'obésité morbide qui accompagne ce syndrome peut aussi donner une disproportion.

### Maladies rares
Ce sont des nanismes résultant de maladie orpheline, et donc encore peu connus. En France, les cas estimés ne dépassent pas la centaine.
- La chondrodysplasiemétaphysaire dominante de Schmid
- La chondro-dysplasie métaphysaire autosomique récessive
- La dysplasie Acromicrique
- La dysplasie Spondylo Métaphysaire
- L'opsismodysplasie
- L'ostéodystrophie héréditaire d'Albright ou pseudo-hypo parathyroidie
- Le syndrome de Seckel
- Le syndrome de Silver Russel

## Causes

### Causes constitutionnelles
- Aberrations chromosomiques (Turner, trisomie 21) : Le nanisme peut s'intégrer dans un ensemble malformatif assez évocateur pour conduire au caryotype qui mettra en évidence l'anomalie chromosomique ; c'est par exemple le cas de la trisomie 21.
- Chondrodysplasies : maladies osseuses constitutionnelles génotypiques, héréditaires, liées essentiellement à des troubles du développement des cartilages de conjugaison des os longs et des vertèbres.
- R.C.I.U. (retard de croissance intra-utérin) : Il peut être isolé ou entrer dans le cadre de syndromes particuliers associant des signes dysmorphiques variables et un éventuel retard mental. S'il n'est pas rattrapé avant l'âge de 2 ans, le R.C.I.U peut donner un nanisme.
- Petite taille essentielle : la petite taille des parents donnera une petite taille chez l'enfant, qui peut être un nanisme.

### Nanismes secondaires à une maladie chronique
Dans les faits : une maladie chronique engendre actuellement rarement un nanisme (petite taille relative définitive) si elle est traitée. Un retard de croissance est un signe pour rechercher une telle maladie.
- Cardiaque ou pulmonaire
- Rénale (insuffisance rénale, tubulopathie)
- Digestive (intolérance au gluten) : Les carences d'apport et tous les syndromes de malabsorption ou de maldigestion chroniques peuvent retentir sur la croissance.
- Métabolique : La plupart des maladies métaboliques héréditaires ou acquises peuvent affecter la croissance.

### Maladies endocriniennes
- Hypothyroïdies
- Insuffisance somatotrope
- Hypercorticisme

### Autres causes
Le nanisme psycho-social serait la conséquence de maltraitance psychologique. C'est la conséquence des difficultés relationnelles entre l'enfant et son entourage. Il sera évoqué sur le contexte social et familial plus que sur les explorations biologiques dont les résultats sont variables.

## Prévention et traitements
Si la personne est vraiment mal dans sa peau pour sa petite taille elle peut avoir recours à une opération chirurgicale pour allonger les jambes mais cette opération est assez douloureuse et il faut réapprendre à marcher après six à huit mois. Il y a également des traitements hormonaux qui peuvent être prescrits par un médecin si les os de la colonne vertébrale ne se sont pas refermés.